# ستيف كوبر (لاعب كرة قدم بريطاني)
ستيف كوبر (بالإنجليزية: Steve Cooper)‏ (14 ديسمبر 1955 في المملكة المتحدة - ) هو لاعب كرة قدم بريطاني في مركز الهجوم. لعب مع نادي توركي يونايتد ونادي ستوربريدج وSaltash United F.C. ‏.